# Chromonephthea sierra
Chromonephthea sierra är en korallart som först beskrevs av Thomson och Dean 1931.  Chromonephthea sierra ingår i släktet Chromonephthea och familjen Nephtheidae. Inga underarter finns listade i Catalogue of Life.